# Heille
Heille es una localidad del municipio de Esclusa, en la provincia de Zelanda (Países Bajos). Está situada junto a la frontera belga, a unos 2 km al oeste de Aardenburg.
Constituyó un municipio en sí misma hasta el año 1880.